# Kayla Cross
Kayla Cross (London, 21 marzo 2005) è una tennista canadese.

## Carriera
Kayla Cross ha vinto 2 titoli nel singolare e 8 titoli in doppio nel circuito ITF in carriera. Il 18 novembre 2024 ha raggiunto il best ranking in singolare alla 269ª posizione mondiale, mentre il 25 novembre 2024 ha raggiunto in doppio la 180ª posizione mondiale.
Nella carriera junior ha raggiunto la finale agli Australian Open 2022 - Doppio ragazze e al Torneo di Wimbledon 2022 - Doppio ragazze insieme alla connazionale Victoria Mboko.
Ha fatto il suo debutto nel circuito maggiore al Canadian Open 2021, grazie ad una wildcard per le qualificazioni, sconfitta nel primo turno dalla francese Océane Dodin. Nel 2022, prende parte al suo primo tabellone principale grazie ad una wildcard al Canadian Open 2022 nel doppio insieme alla connazionale Victoria Mboko, dove sono state sconfitte all'esordio da Asia Muhammad e Ena Shibahara. Nel singolare, supera le qualificazioni al Championnats Banque Nationale de Granby 2022, e anche in questa occasione viene eliminata al primo turno.
Il 23 novembre 2024, Kayla raggiunge la prima finale WTA 125 della carriera in doppio al Fifth Third Charleston 2 a Charleston, dove insieme alla statunitense Liv Hovde vengono sconfitte dall'italiana Nuria Brancaccio e dalla spagnola Leyre Romero Gormaz con il punteggio di 6(6)-7, 2-6.
Cross fa il suo debutto nella squadra canadese di Fed Cup nell'aprile 2025, venendo convocata nella sfida contro la Romania durante i turni di qualificazione giocati a Tokyo, facendo coppia con Rebecca Marino ed ottenendo una vittoria su Georgia Crăciun e Mara Gae, portando il punteggio sul 3-0.
Riceve una wildcard per l'Omnium Banque Nationale 2025, facendo il suo debutto in un main draw di un torneo WTA 1000 in singolare, dove è sconfitta nel primo turno dalla russa Kamilla Rachimova in tre set.

## Circuito WTA 125

### Doppio

#### Sconfitte (1)
| N. | Data             | Torneo                               | Superficie  | Compagna  | Avversarie in finale                 | Punteggio   |
| 1. | 23 novembre 2024 | Fifth Third Charleston 2, Charleston | Terra verde | Liv Hovde | Nuria Brancaccio Leyre Romero Gormaz | 6(6)-7, 2-6 |

## Statistiche ITF

### Singolare

#### Vittorie (2)
| Torneo $100.000 (0) |
| Torneo $80.000 (0)  |
| Torneo $60.000 (0)  |
| Torneo $40.000 (0)  |
| Torneo $25.000 (2)  |
| Torneo $15.000 (0)  |

| N. | Data           | Torneo                            | Superficie | Avversaria in finale | Punteggio     |
| 1. | 25 agosto 2024 | Saskatoon Challenger, Saskatoon   | Cemento    | Mia Kupres           | 4-6, 6-4, 6-4 |
| 2. | 1º marzo 2025  | Arcadia Women's Pro Open, Arcadia | Cemento    | Iva Jovic            | 6-2, 7-6(6)   |

#### Sconfitte (2)
| Torneo $100.000 (0) |
| Torneo $80.000 (0)  |
| Torneo $60.000 (2)  |
| Torneo $40.000 (0)  |
| Torneo $25.000 (0)  |
| Torneo $15.000 (0)  |

| N. | Data            | Torneo                                          | Superficie  | Avversaria in finale | Punteggio   |
| 1. | 21 luglio 2024  | Championnats Banque Nationale de Granby, Granby | Cemento     | Maria Mateas         | 3-6, 6(3)-7 |
| 2. | 3 novembre 2024 | Tevlin Women's Challenger, Toronto              | Cemento (i) | Louisa Chirico       | 6(5)-7, 3-6 |

### Doppio

#### Vittorie (8)
| Torneo $100.000 (0) |
| Torneo $80.000 (0)  |
| Torneo $60.000 (1)  |
| Torneo $40.000 (0)  |
| Torneo $25.000 (7)  |
| Torneo $15.000 (0)  |

| N. | Data              | Torneo                                      | Superficie  | Compagna            | Avversarie in finale                  | Punteggio            |
| 1. | 23 luglio 2022    | Saskatoon Challenger, Saskatoon             | Cemento     | Marina Stakusic     | Kendra Bunch Katarina Kozarov         | 6-3, 7-6(4)          |
| 2. | 4 novembre 2023   | Edmonton National Bank Challenger, Edmonton | Cemento (i) | Liv Hovde           | Allura Zamarripa Maribella Zamarripa  | 4-6, 6-4, [10-7]     |
| 3. | 18 maggio 2024    | Bethany Beach Women's, Bethany Beach        | Terra verde | Jaeda Daniel        | Ashton Bowers Mia Yamakita            | 7-6(3), 7-6(2)       |
| 4. | 7 settembre 2024  | Punta Cana Women's, Punta Cana              | Terra rossa | Ariana Arseneault   | Margaux Maquet María Martínez Vaquero | 6-4, 7-6(5)          |
| 5. | 14 settembre 2024 | Punta Cana Women's, Punta Cana              | Terra rossa | Ariana Arseneault   | Jibek Kulambaeva Sahaja Yamalapalli   | 6-1, 5-7, [10-8]     |
| 6. | 12 ottobre 2024   | Edmonton National Bank Challenger, Edmonton | Cemento (i) | Maribella Zamarripa | Jessica Failla Anna Rogers            | 6-3, 6-1             |
| 7. | 19 ottobre 2024   | Calgary National Bank Challenger, Calgary   | Cemento (i) | Maribella Zamarripa | Robin Anderson Dalayna Hewitt         | 6(3)-7, 7-5, [12-10] |
| 8. | 9 novembre 2024   | Women's UMiami, Miami                       | Cemento     | Anna Rogers         | Aya El Aouni Olivia Lincer            | 7-5, 6-4             |

#### Sconfitte (8)
| Torneo $100.000 (1) |
| Torneo $80.000 (0)  |
| Torneo $60.000 (2)  |
| Torneo $40.000 (1)  |
| Torneo $25.000 (4)  |
| Torneo $15.000 (0)  |

| N. | Data             | Torneo                                                   | Superficie  | Compagna              | Avversarie in finale                      | Punteggio           |
| 1. | 12 novembre 2022 | Calgary National Bank Challenger, Calgary                | Cemento (i) | Marina Stakusic       | Catherine Harrison Sabrina Santamaria     | 6(2)-7, 4-6         |
| 2. | 21 gennaio 2023  | Women's Boca Raton, Boca Raton                           | Terra verde | Renata Zarazúa        | Tiphanie Fiquet Ashley Lahey              | 6-4, 1-6, [4-10]    |
| 3. | 19 maggio 2023   | Carinthian Ladies Lake´s Trophy, Feld am See             | Terra rossa | Sofia Costoulas       | Denisa Hindová Chiara Scholl              | 6-4, 1-6, [4-10]    |
| 4. | 3 giugno 2023    | BTC City Open Otocec, Otočec                             | Terra rossa | Sofia Sewing          | Ekaterine Gorgodze Elvina Kalieva         | 2-6, 3-6            |
| 5. | 7 ottobre 2023   | Ascension Project Women's Open, Redding                  | Cemento     | María Herazo González | Liv Hovde Clervie Ngounoue                | 3-6, 5-7            |
| 6. | 28 ottobre 2023  | Tevlin Women's Challenger, Toronto                       | Cemento (i) | Liv Hovde             | Carmen Corley Ivana Corley                | 7-6(6), 3-6, [3-10] |
| 7. | 2 dicembre 2023  | Lousada Indoor Open, Lousada                             | Cemento (i) | Elena Pridankina      | Eliessa Vanlangendonck Stéphanie Visscher | w/o                 |
| 8. | 26 aprile 2025   | Boyd Tinsley Women's Clay Court Classic, Charlottesville | Terra verde | Petra Hule            | Marija Kozyreva Iryna Šymanovič           | 5-7, 5-7            |

## Grand Slam Junior

### Doppio

#### Sconfitte (2)
| Tornei del Grande Slam  |
| ----------------------- |
| Australian Open (1)     |
| Open di Francia (0)     |
| Torneo di Wimbledon (1) |
| US Open (0)             |

| N. | Data            | Torneo                      | Superficie | Compagna       | Avversarie in finale               | Punteggio        |
| 1. | 29 gennaio 2022 | Australian Open, Melbourne  | Cemento    | Victoria Mboko | Clervie Ngounoue Diana Šnajder     | 4-6, 3-6         |
| 2. | 9 luglio 2022   | Torneo di Wimbledon, Londra | Erba       | Victoria Mboko | Rose Marie Nijkamp Angella Okutoyi | 6-3, 4-6, [9-11] |